# 第一機動艦隊
第一機動艦隊（だいいちきどうかんたい、英語: 1st Mobile Fleet）は、大日本帝国海軍の艦隊である。略称は1KdF。
戦艦中心の第二艦隊と空母部隊の第三艦隊を編合して編制された。第一機動艦隊司令長官は第三艦隊司令長官が兼任した。
従来の「機動部隊」という名称は軍隊区分による名称に過ぎなかったが、第一機動艦隊の編制で「機動」という語が建制の艦隊の部隊号として初めて採択された。

## 歴史
1942年（昭和17年）7月、空母部隊の第三艦隊が編制され、1944年（昭和19年）3月1日には第二艦隊（戦艦を中心とした部隊）と編合して第一機動艦隊が編制された。航空主兵思想に切り替わったという見方もあるが、実体は2つの艦隊を編合したに過ぎないという見方もある。ただ、前衛部隊を軍隊区分によらずに指揮下の部隊から充当できた。機動部隊である第三艦隊が統一指揮を行ったのは、南太平洋海戦（1942年〈昭和17年〉10月）後の研究会で草鹿龍之介少将が「機動部隊指揮官が所在部隊を統一指揮する必要がある。第二艦隊司令長官が指揮するのは作戦上具合が悪い」と具申したことで、1943年（昭和18年）8月に解決し、建制上は1944年（昭和19年）3月になった。
第一機動艦隊としての初陣は同年6月19日から20日のマリアナ沖海戦であるが、この戦いで300機以上の航空機を失ってしまい、機動部隊としての体をなさなくなってしまう。また、第三艦隊から発進した攻撃隊が第二艦隊の上空を通過して敵艦隊に向かう際、第二艦隊から誤射を受け被害を出すなど、用兵が裏目に出てしまう。
マリアナ沖での敗北後艦隊は本土に戻るが、捷号作戦準備のため第二艦隊は南方に移動、第三艦隊は本土待機となる。同年10月23日から25日のレイテ沖海戦に両艦隊が参加するも、第三艦隊はエンガノ岬沖海戦で出撃した空母4隻全てが撃沈され、第二艦隊も艦艇の多くを失ってしまう。
1944年（昭和19年）11月15日、第一機動艦隊及び第三艦隊は解体された。残された第二艦隊は連合艦隊の隷下に移動した。

## 要職
司令長官
1. 小沢治三郎中将：1944年3月1日 - 1944年11月15日（解隊）

参謀長
1. 古村啓蔵少将：1944年3月1日 -
2. 大林末雄少将：1944年10月1日 - 1944年11月15日（解隊）

## 編制

### 1944年4月1日

#### 第二艦隊
- 第4戦隊：愛宕・高雄・摩耶・鳥海
- 第1戦隊：長門・大和・武蔵
- 第3戦隊：金剛・榛名
- 第5戦隊：妙高・羽黒
- 第7戦隊：熊野・鈴谷・利根・筑摩
- 第2水雷戦隊：能代
  - 第27駆逐隊：白露・時雨・五月雨・春雨
  - 第31駆逐隊：長波・沖波・岸波・朝霜
  - 第32駆逐隊：藤波・早波・玉波・浜波
  - 島風

#### 第三艦隊
- 第1航空戦隊：大鳳・翔鶴・瑞鶴
- 第2航空戦隊：隼鷹・飛鷹・龍鳳・第652海軍航空隊
- 第3航空戦隊：千歳・千代田・瑞鳳・第653海軍航空隊
- 第10戦隊：矢矧
  - 第4駆逐隊：野分・山雲・満潮
  - 第10駆逐隊：秋雲・風雲・朝雲
  - 第17駆逐隊：浦風・磯風・谷風・浜風・雪風
  - 第61駆逐隊：秋月・涼月・初月・若月
- 附属：最上、第601海軍航空隊

### 1944年8月15日

#### 第二艦隊
- 第4戦隊：愛宕・高雄・摩耶・鳥海
- 第1戦隊：長門・大和・武蔵
- 第3戦隊：金剛・榛名
- 第5戦隊：妙高・羽黒
- 第7戦隊：熊野・鈴谷・利根・筑摩
- 第2水雷戦隊：能代
  - 第2駆逐隊：清霜・秋霜・早霜
  - 第27駆逐隊：時雨・春雨
  - 第31駆逐隊：長波・沖波・岸波・朝霜
  - 第32駆逐隊：藤波・玉波・浜波
  - 島風

#### 第三艦隊
- 第1航空戦隊：雲龍・天城・第601海軍航空隊
- 第3航空戦隊：千歳・千代田・瑞鳳・瑞鶴・第653海軍航空隊
- 第4航空戦隊：伊勢・日向・隼鷹・龍鳳・第634海軍航空隊
- 第10戦隊：矢矧
  - 第4駆逐隊：野分・山雲・満潮・朝雲
  - 第17駆逐隊：浦風・磯風・浜風・雪風
  - 第41駆逐隊：霜月・冬月
  - 第61駆逐隊：秋月・涼月・初月・若月
- 附属：最上

※他に、書類上の在籍で大鳳と翔鶴がある（マリアナ沖海戦で戦没）。